# Slot (informática)

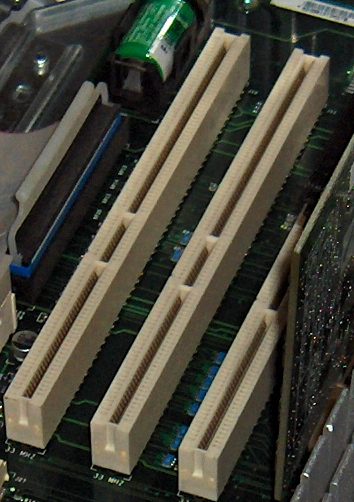
Slots PCI (64 bits).

Slot é um termo em inglês para designar ranhura, fenda, conector, encaixe ou espaço. Sua função é ligar os periféricos ao barramento e suas velocidades são correspondentes dos seus respectivos barramentos. Nas placas-mãe são encontrados vários slots para o encaixe de placas (vídeo, som, modem e rede por exemplo).

## Slot 1

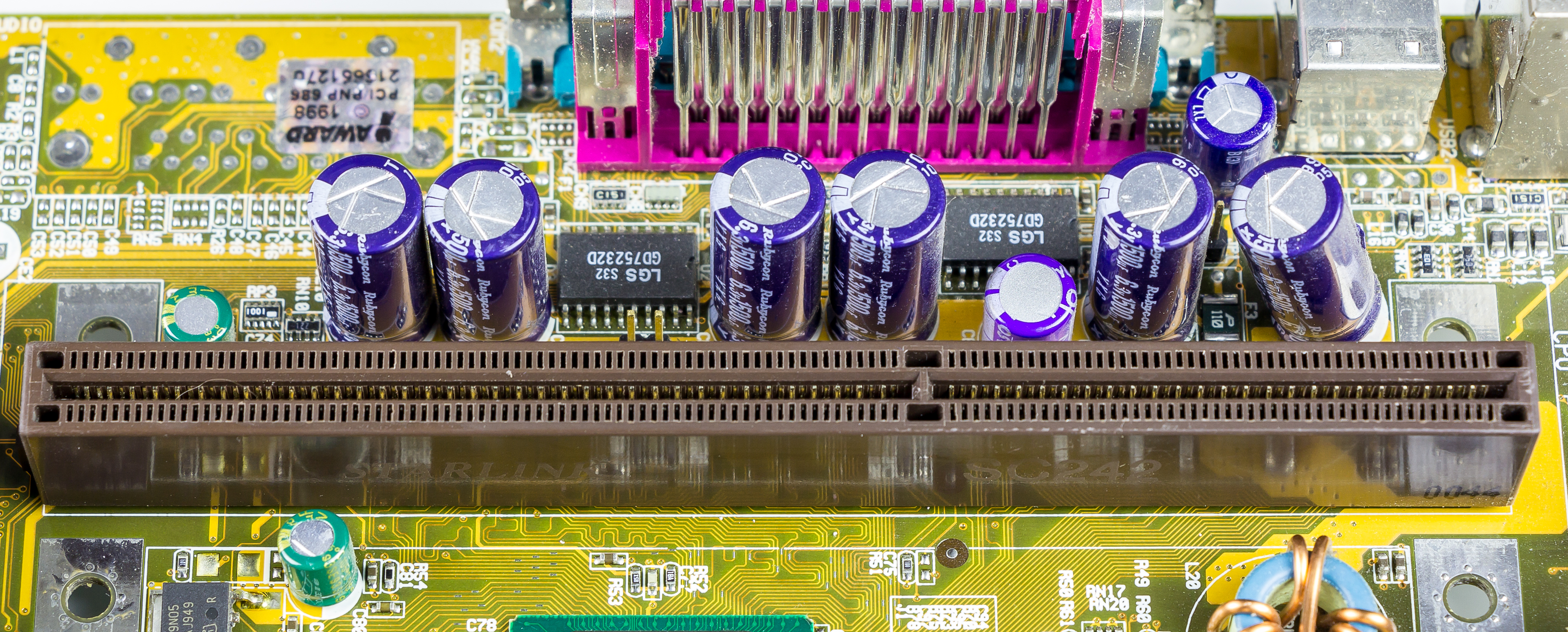
Slot 1

Slot 1 refere-se a uma especificação física e elétrica para o conector usado por alguns microprocessadores da Intel, incluindo o Celeron, Pentium II e Pentium III. Foram implementadas configurações para processador único e dual.

### Características

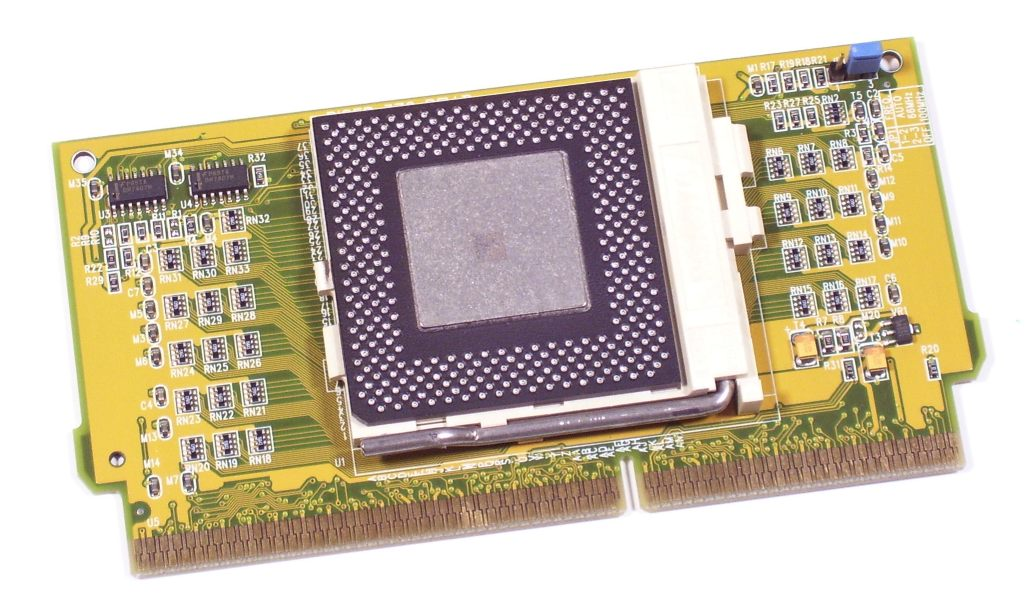
Adaptador de Soquete 370 para Slot 1

O Slot 1 foi uma derivação dos soquetes quadrados ZIF PGA/SPGA usados nos processadores Pentium e anteriores. Em vez disso, o processador é montado num Single Edge Contact Cartridge (SECC), semelhante a um slot PCI, mas com um conector de 242 pinos.
As especificações do Slot 1 permitem frequências maiores de barramento do que as do Soquete 7. Placas-mãe de Slot 1 usam o protocolo de barramento GTL+.
Alguns processadores Pentium-II de 350MHz e 450MHz, e todos os Pentium-III de Slot 1, são da variedade aperfeiçoada SECC2.
Deve ser notado que embora os clipes de retenção do SECC2 podem prender um módulo SECC, os clipes SECC não farão o mesmo com um módulo SECC2. O Slot A padrão usado pela AMD era mecanicamente idêntico, mas eletricamente incompatível.

## Slot 2

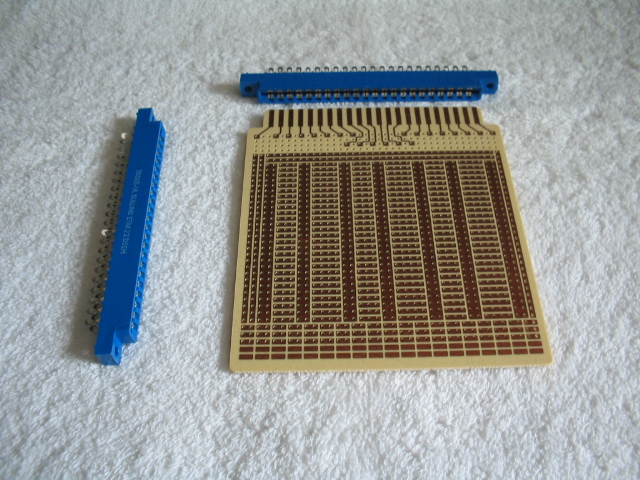
Exemplo de slot 2, para conector de 330 pinos.

Slot 2 refere-se à especificação física e elétrica para o conector de 330 pinos usado por alguns microprocessadores Intel Pentium II Xeon e Pentium III Xeon.

### Características
Quando foram introduzidos os Pentium II de Slot 1, a ideia é que eles substituíssem os processadores Pentium e Pentium Pro nos mercados doméstico, desktop, e SMP de baixo custo. O Pentium II Xeon, o qual foi fabricado visando servidores e workstations de alto desempenho com múltiplos processadores, era grandemente similar aos Pentium II posteriores, sendo baseado no mesmo núcleo P6 Deschutes, fora uma opção ampliada de cache L2, indo de 512 a 2048 KiB e um cache L2 off-die de alta velocidade (o Pentium 2 usava chips SRAM baratos, produzidos por terceiros, operando a 50% da frequência da UCP para economizar dinheiro).
Visto que o design do conector de 242 pinos do Slot 1 não dava suporte de alta velocidade ao cache L2 do Xeon, um conector estendido de 330 pinos foi desenvolvido. Este novo conector, denominado Slot 2, foi usado nos núcleos Pentium II Xeons e nos dois primeiros Pentium III Xeon, apelidados de Tanner e Cascades. O Slot 2 foi finalmente substituído pelos chips soquete 370 de núcleo Tualatin; alguns dos Pentium III Tualatin foram encapsulados como Pentium III e alguns como Xeon, a despeito do fato de que eram idênticos.

## Slot A
Slot A é um padrão de encaixe semelhante ao Slot 1 (Pentium III), que é utilizado pelos processadores Athlon da AMD. A única diferença visível é a posição do chanfro central, que no slot A está à esquerda. A diferença serve para impedir que alguém encaixe um Athlon numa placa mãe para Pentium III ou vice-versa, o que poderia danificar o processador.
No caso dos processadores AMD não existe confusão quanto à compatibilidade. As placas Slot A são compatíveis com todos os processadores Athlon slot A.
Ha ainda outra diferença entre o Slot 1 e o Slot A do ponto de vista elétrico, enquanto o Slot 1 utiliza o padrão GTL + o Slot A utiliza o padrão EV6.

## Exemplos de slots
- ISA: (Industry Standard Architecture): Que é utilizado para conectar periféricos lentos, como a placa de som e fax modem. (16 bits baixa velocidade)
- PCI: Utilizado por periféricos que demandem velocidade, como a placa de vídeo. (32 bits, alta velocidade)
- AGP: (Accelerated Graphics Port): Utilizado exclusivamente por interface de vídeos 3D. (32 bits, alta velocidade)
- PCI Express: Utilizadas nas placas de vídeo mais modernas, ela varia de 1X até 32X.